# 露の新治
露の 新治（つゆの しんじ、1951年〈昭和26年〉1月8日 - ）は、大阪府大阪市生野区生まれの落語家。本名∶前川 弘行。出囃子は『金毘羅船々』。

## 来歴
元来、落語家になりたかったが、「芸人は堅気（かたぎ）の仕事ではない」とのこだわりから、サラリーマンやら家業の手伝いをする。しかし、奈良県の夜間中学設立運動に関わり「やりたいことをやるべきだ」と教えられ、落語家となる。
　また、夜間中学設立運動に関わる中で学んだ人権感覚を生かし、人権講演会の講師としても有名。こちらは敢えて「人権落語」とは言わずに「新ちゃんのお笑い人権高座」と呼んでいる。
　2012年より、鈴本演芸場の８月中席夜の部に出演し、東京でも認知度が高まっている。
　2015年、人権高座の功績が認められ第6回奈良人権文化選奨受賞。同じく2015年、「露の新治寄席」の成果により第70回文化庁芸術祭賞優秀賞受賞。「狭山パンフを読む会」会員。
- 大阪府立生野高等学校を経て[2]、大阪市立大学文学部中国文学科卒業。
- 1975年に林家染三に入門、林家しん三となる
- 1977年に「林家さん二」に改名
- 1982年:露の五郎門下に移り、露の新次となる。
- 1991年:「露の新次」から「露の新治」に改名。
- 2012年　鈴本演芸場の六月中席昼の部で仲入り前を務める。
- 2013年　鈴本演芸場のお盆興行、八月中席夜の部で仲入り前を務める。上方落語家としては初の快挙。主任は柳家さん喬、柳家権太楼が交互で務める人気企画。
- 2014年　鈴本演芸場のお盆興行、八月中席夜の部で仲入り前を2年連続で務める。
- 2015年　文化庁芸術祭優秀賞受賞。

## 得意ネタ
- 大丸屋騒動
- 柳田格之進
- 中村仲蔵
- 七段目
- 蔵丁稚
- 鹿政談
- 井戸の茶碗
- 蛸坊主
- 狼講釈
- 兵庫船
- 紙入れ
- ちりとてちん
- 相撲場風景
- 高津の富

## 弟子
- 露の新幸

## 出演番組
- サンデーアタック7200秒（西日本放送）[1]
- ふれあいスタジオ ひるは夢色 ラジオ色（西日本放送）[1]